# سابرينا هارمان
سابرينا هارمان (بالإنجليزية: Sabrina Harman)‏ (و. 1978 – م) هي جندية من الولايات المتحدة الأمريكية ولدت في فيرجينيا. مارست سابربنا أقصى أنواع التعذيب للعراقيين في سجن أبو غريب في العراق وقامت بالاعتداء الجنسي على معتقلين، وصرحت بأن وظيفتها هي تحويل السجن إلى جحيم. تم التحقيق معاها وسجنت لمدة 6 شهور.